# Wilhelmus François Leemans (1841-1929)
Wilhelmus François Leemans (Leiden, 13 september 1841 - Den Haag, 29 november 1929) was een Nederlands ingenieur en lid van de Raad van State in buitengewone dienst.
Leemans studeerde civiele techniek aan de Polytechnische School te Delft. Hij maakte carrière bij Rijkswaterstaat waarvan hij in de periode 1903 tot 1906 als hoofdinspecteur-generaal eindverantwoordelijke was. Hij werkte, na zijn studie aan de PS te Delft, bij rijkswaterstaat  in Steenenhoek, Den Bosch en Kampen. Zijn voorstel tot afsluiting van de Zuiderzee werd in 1877 wetsontwerp. Hij leidde de verruimingswerkzaamheden van de Rotterdamse Waterweg 
Hij was in 1878 belast met de aanleg van de Nieuwe Waterweg, waar hij onder meer werkte aan het opruimen van wrakken, waarvoor hij een studiereis naar Ene,André maakte. Hij was lid van de Mijnraad (1902-1908) maar is vooral bekend van zijn werk bij de droogmaking van de Zuiderzee. Van 1910 tot 1929 was Leemans staatsraad in buitengewone dienst. 
Leemans was lid van de Zuiderzeeraad, in drie periodes president van het Koninklijk Instituut van Ingenieurs en lid van de raad van commissarissen van onder meer de Nederlandsche Heidemaatschappij en de Holland-Amerika Lijn en voorzitter van de Zuiderzeevereniging. Verder was hij lid van de Commission consultative internationale des travaux de la compagnie universelle du Canal Maritime de Suez.
Hij werd onderscheiden als ridder in de Orde van de Nederlandse Leeuw en naar hem werd het Leemansgemaal vernoemd.

## Publicaties van Leemans
- Verslag der Commissie, benoemd bij gemeenschappelijk besluit van de collegiën van Gedeputeerde Staten van Friesland en Groningen van 7 Februari 1902 tot het instellen van een nader onderzoek in zake de indijking der Lauwerzee, in verband met eene verbeterde afstrooming van boezemwater in de provinciën Friesland en Groningen
- Normalisering van Krimpen tot het begin der hoofden(1880)
- Rapport en bijlagen A, B, C, I, K, L, en M van de Commissie van deskundigen inzake de verhooging van den waterspiegel op de Waal, door de afsluiting van de Heerewaardensche overlaten. (1896)
- Mededeling betreffende de eerste poging tot den aanleg van buurtspoorwegen langs de rijkswegen in Nederland (1898)